# Гюстер
Гюстер (нім. Güster) — громада в Німеччині, розташована в землі Шлезвіг-Гольштейн. Входить до складу району Герцогство Лауенбург. Складова частина об'єднання громад Бюхен.
Площа — 7,78 км2. Населення становить 1331 ос. (станом на 31 грудня 2020).